# Богодаровка (Татарстан)
Богодаровка — деревня в Мензелинском районе Татарстана. Входит в состав Новомазинского сельского поселения.

## География
Находится в восточной части Татарстана на расстоянии приблизительно 31 км на юг по прямой от районного центра города Мензелинск.

## История
Основана в XIX веке, упоминалась также как Благодаровка и Укумень. В советское время работали колхоз «Красный пахарь», совхоза «Урожайный».

## Население
Постоянных жителей было: в 1858—340, в 1870—397, в 1884—424, в 1913—518, в 1922—480, в 1926—364, в 1938—382, в 1959—289, в 1970—257, в 1979—161, в 1989 — 82, в 2002 — 80 (русские 65 %, татары 35 %), 55 в 2010.